# Sklené (Vysočina)
Sklené (in tedesco Sklene) è un comune ceco situato nel distretto di Žďár nad Sázavou, nella regione di Vysočina.